# Jeremiah E. O'Connell
Jeremiah E. O'Connell est un juriste et un homme politique américain né le 8 juillet 1883 à Wakefield (Massachusetts) et mort le 18 septembre 1964 à Cranston (Rhode Island). Membre du Parti démocrate, il représente le 3e district congressionnel de Rhode Island (en) à la Chambre des représentants des États-Unis de 1923 à 1927, puis de 1929 à 1930.

## Biographie
O'Connell naît à Wakefield, dans le Nord-Est du Massachusetts. Il fréquente les écoles publiques, puis il ressort diplômé de l'université de Boston en 1906 et de l'école de droit de cette même université en 1909. Il est admis au barreau en 1907 et commence sa carrière juridique à Boston. En 1908, il déménage à Providence, où il est conseiller municipal de 1913 à 1919 puis alderman de 1919 à 1921.
O'Connell est élu sous étiquette démocrate aux 68e (en) et 69e (en) Congrès des États-Unis du 4 mars 1923 au 3 mars 1927. Il n'est toutefois pas réélu au 70e Congrès (en) en 1926. En revanche, il siège au 71e Congrès (en), mais il démissionne de ses fonctions de député le 9 mai 1930 car il est nommé juge associé à la Cour supérieure de Rhode Island (en). Il est nommé juge-président de cette cour le 10 janvier 1935 et conserve ce poste jusqu'à sa démission en 1948. O'Connell est ensuite élu juge associé de la Cour suprême de Rhode Island (en), mais il démissionne le 18 janvier 1956.
Il passe ses dernières années à Cranston (Rhode Island), où il meurt le 18 septembre 1964. Il est inhumé au St. Francis Cemetery de Pawtucket.